# باول ستيوارت
باول ستيوارت (بالإنجليزية: Paul Stewart)‏ (1 أغسطس 1979 بغلاسكو في المملكة المتحدة - ) هو لاعب كرة قدم بريطاني في مركز الوسط. لعب مع كوين أوف ساوث ونادي كلايد ونادي إيست فيف ونادي سترنرير ‏ ونادي ستيرلينغشير الشرقية ونادي كوينز بارك.

## وصلات خارجية
- باول ستيوارت على موقع قاعدة بيانات كرة القدم.إي يو (الإنجليزية)
- باول ستيوارت على موقع Soccerbase.com (لاعب) (الإنجليزية)